# Eucyrtops eremaeus
Eucyrtops eremaeus är en spindelart som beskrevs av Main 1957. Eucyrtops eremaeus ingår i släktet Eucyrtops och familjen Idiopidae.
Artens utbredningsområde är Western Australia. Inga underarter finns listade i Catalogue of Life.